# Gaudechart
Gaudechart es una comuna francesa situada en el departamento de Oise, en la región de Alta Francia.

## Demografía
| 275 | 275 | 221 | 257 | 276 | 283 | 344 |
| Para los censos de 1962 a 1999 la población legal corresponde a la población sin duplicidades (Fuente: INSEE [Consultar]) |     |     |     |     |     |     |